# Рейнольдсбург (Огайо)
Рейнольдсбург (англ. Reynoldsburg) — місто (англ. city) в США, в округах Франклін, Лікінґ і Феєрфілд штату Огайо. Населення — 41 076 осіб (2020).

## Географія
Рейнольдсбург розташований за координатами 39°57′34″ пн. ш. 82°47′44″ зх. д. / 39.95944° пн. ш. 82.79556° зх. д. (39.959583, -82.795554).  За даними Бюро перепису населення США в 2010 році місто мало площу 29,11 км², з яких 28,90 км² — суходіл та 0,22 км² — водойми.

## Демографія
Згідно з переписом 2010 року, у місті мешкали 35 893 особи в 14 387 домогосподарствах у складі 9550 родин. Густота населення становила 1233 особи/км².  Було 15611 помешкання (536/км²).
Расовий склад населення:
| - 69,7 % — білих - 23,3 % — чорних або афроамериканців - 1,8 % — азіатів - 0,2 % — корінних американців - 0,1 % — вихідців з тихоокеанських островів - 1,3 % — осіб інших рас |

До двох чи більше рас належало 3,5 %. Частка іспаномовних становила 3,4 % від усіх жителів.
За віковим діапазоном населення розподілялося таким чином: 26,3 % — особи молодші 18 років, 62,1 % — особи у віці 18—64 років, 11,6 % — особи у віці 65 років та старші. Медіана віку мешканця становила 37,3 року. На 100 осіб жіночої статі у місті припадало 90,0 чоловіків;  на 100 жінок у віці від 18 років та старших — 84,4 чоловіків також старших 18 років.
Середній дохід на одне домашнє господарство  становив 70 807 доларів США (медіана — 60 549), а середній дохід на одну сім'ю — 80 532 долари (медіана — 69 253). Медіана доходів становила 46 749 доларів для чоловіків та 41 854 долари для жінок. За межею бідності перебувало 11,7 % осіб, у тому числі 17,7 % дітей у віці до 18 років та 7,6 % осіб у віці 65 років та старших.
Цивільне працевлаштоване населення становило 19 159 осіб. Основні галузі зайнятості: освіта, охорона здоров'я та соціальна допомога — 20,5 %, роздрібна торгівля — 14,2 %, мистецтво, розваги та відпочинок — 10,9 %, науковці, спеціалісти, менеджери — 10,8 %.